# Eroles (Ribagorça)
Eroles és un despoblat situat a la comarca de la Ribagorça, al municipi d'Isàvena.